# Hygrocybe conica
Hygrocybe conica (Jacob Christian Schäffer, 1774 ex Paul Kummer, 1871), sin. Hygrophorus conicus (Jacob Christian Schäffer, 1774 ex Elias Magnus Fries, 1838), din încrengătura Basidiomycota în familia Hygrophoraceae și de genul Hygrocybe, este o specie saprofită de ciuperci otrăvitoare cu mai multe variații, denumită în popor pălăria vrăjitoarei. În România, Basarabia și Bucovina de Nord se dezvoltă în grupuri mai mari sau mai mici pe terenuri bazice și calcaroase, dar și pe cele nisipoase, iubind locuri însorite sau umede (depinde de variație), adesea imediat după perioadele de ploaie, în vecinătatea pădurilor de conifere (niciodată în ele) precum pe marginea drumurilor forestiere,  dar de asemenea pe pajiști, prin fânețe, parcuri și cimitire, cu preponderență din zonele submontane și montane. Timpul apariției este din (iunie) iulie până în noiembrie.

## Taxonomie

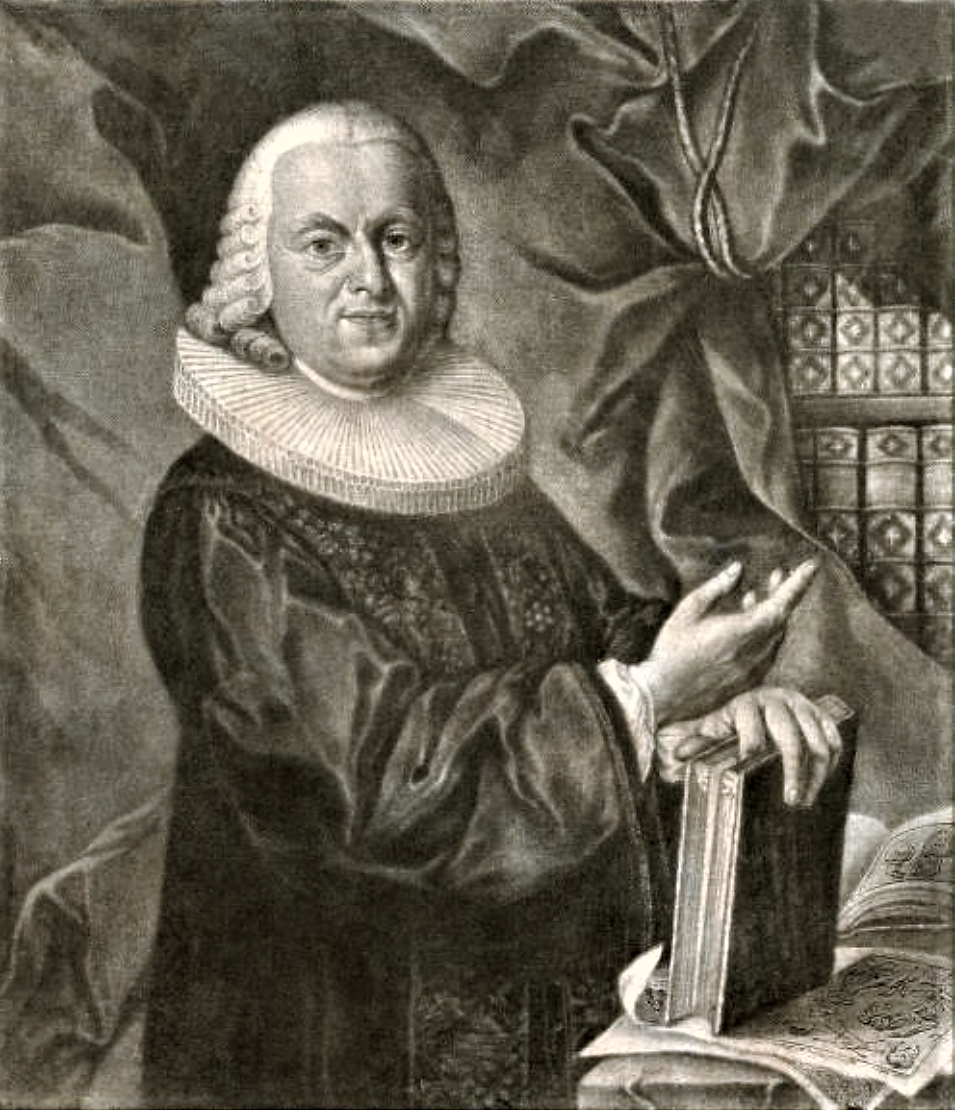
Jacob Chr. Schäffer

Numele binomial Agaricus conicus a fost determinat de savantul german (Jacob Christian Schäffer în volumul 4 al operei sale Fungorum qui in Bavaria et Palatinatu circa Ratisbonam nascuntur icones, nativis coloribus expressae din 1774.
Apoi, în 1871, renumitul micolog german Paul Kummer a transferat specia la genul Hygrocybe sub păstrarea epitetului, de verificat în marea sa operă Der Führer in die Pilzkunde: Anleitung zum methodischen, leichten und sicheren Bestimmen der in Deutschland vorkommenden Pilze mit Ausnahme der Schimmel- und allzu winzigen Schleim- und Kern-Pilzchen, fiind și numele curent valabil (2023).
Toți ceilalți taxoni (inclus variațiile descrise) sunt acceptați sinonim.

## Descriere

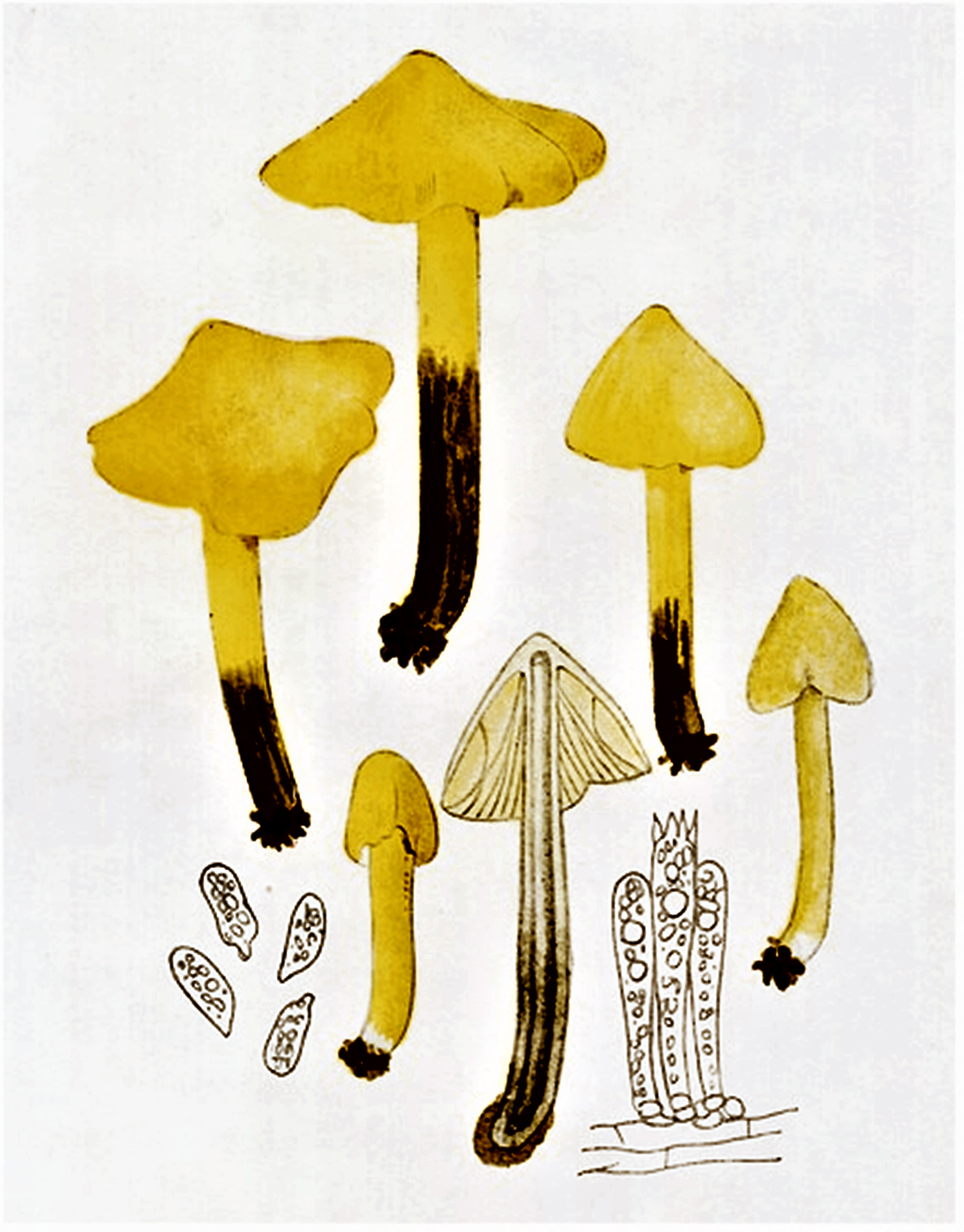
Bres.: Hygrophorus tristis

- Pălăria: are un diametru între 3 și 7 cm (rar chiar până la 10 cm), este fragilă, higrofilă, inițial conică, cu vârful ascuțit, la maturitate convexă și în sfârșit neregulat dezvoltată în formă de clopot precum cocoșată, cu marginea uneori crăpată. Cuticula este mătăsos-lucioasă care devine vâscoasă pe vreme umedă, coloritul variind de la portocaliu-gălbui și portocaliu, peste portocaliu-roșcat la roșu viu, iar în final începe să se înnegrească începând de la centru înspre margine. Înnegrește și după apăsare sau leziune.
- Lamelele: sunt spațiate, destul de groase, inegale, slab adnate la picior, aproape libere, inițial de un alb murdar până palid gălbui, devenind ulterior galben-portocalii și în final precum după atingere negricioase. Muchiile sunt dințate.
- Piciorul: are o lungime de 5 la 9 cm și o grosime de 0,5 până la 1,5 cm, este ușor detașabil de pălărie, cilindric, adesea îndoit și sucit, fibros striat longitudinal precum ceva fin solzos, gol în interior. Coloritul poate fi galben de sulf până galben-portocaliu, spre bază mai închis brun, nu rar cu nuanțe violacee. iar prin rupere, se colorează în negru.
- Carnea: gălbuie care se colorează gri-violaceu până negricios în contact cu aerul după o secțiune este slab apoasă, subțire și friabilă. Mirosul este imperceptibil și gustul plăcut.[3][4][5]
- Caracteristici microscopice: are spori lunguieț-elipsoidali, netezi, hialini (translucizi), având o mărime de 9–12 × 6–7 microni. Praful lor este alb. Basidiile cu 4 spori în formă de măciucă subțire măsoară 36-40 x 8-9 microni.[8]
- Reacții chimice: nu sunt cunoscute.[9]

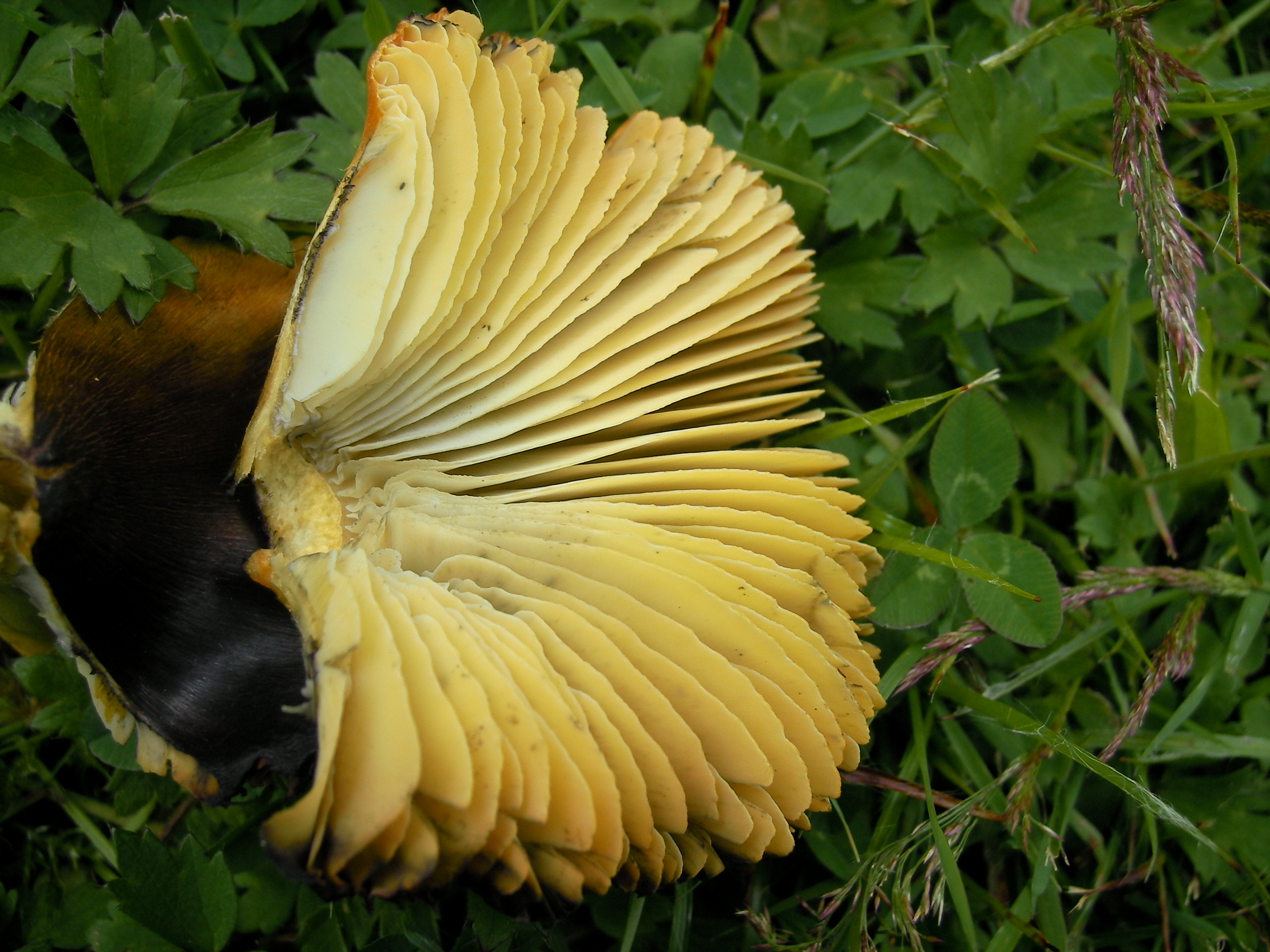
H. conica matură: lamele din apropiere
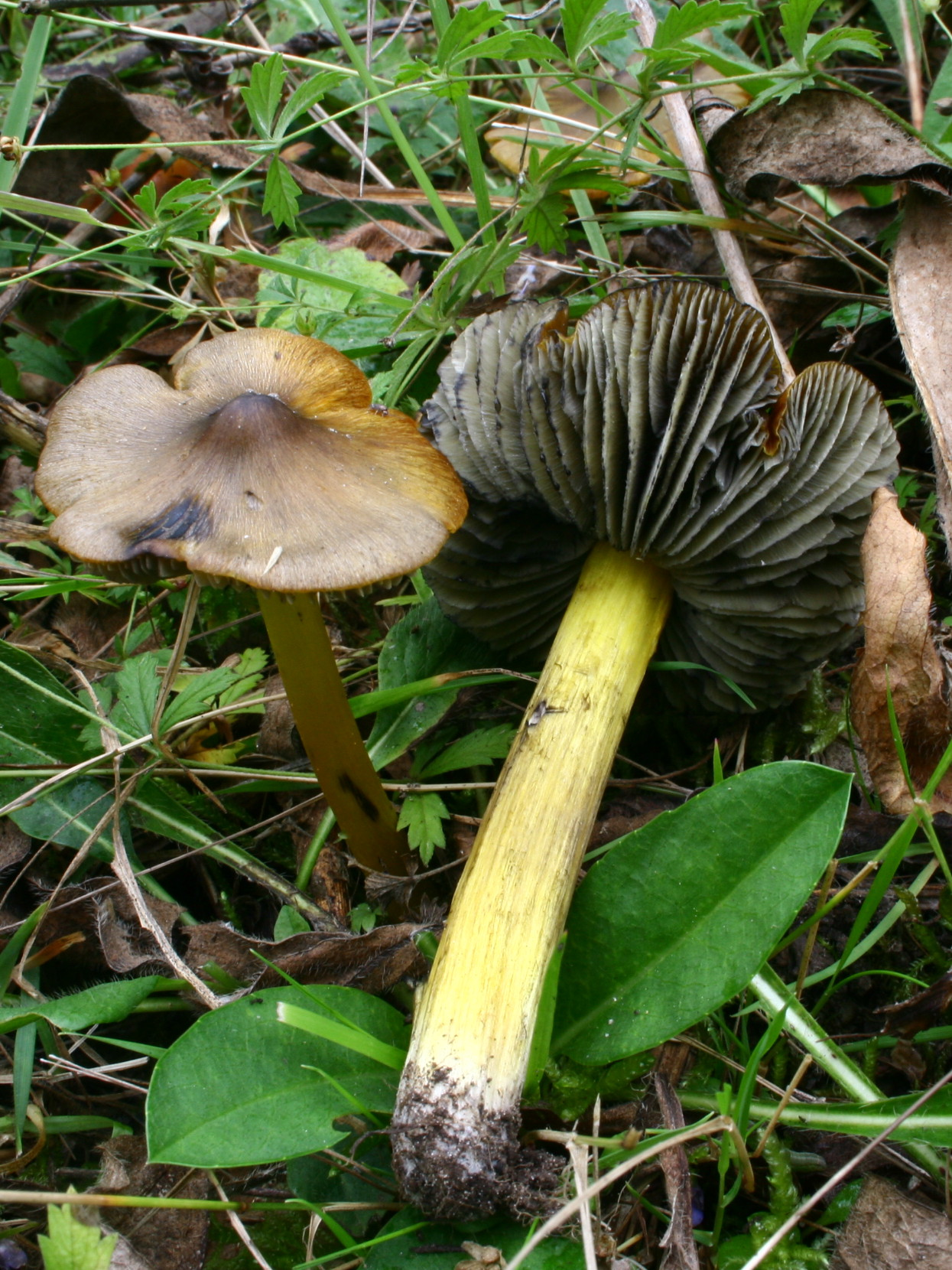
H. conica bătrână: picior și lamele
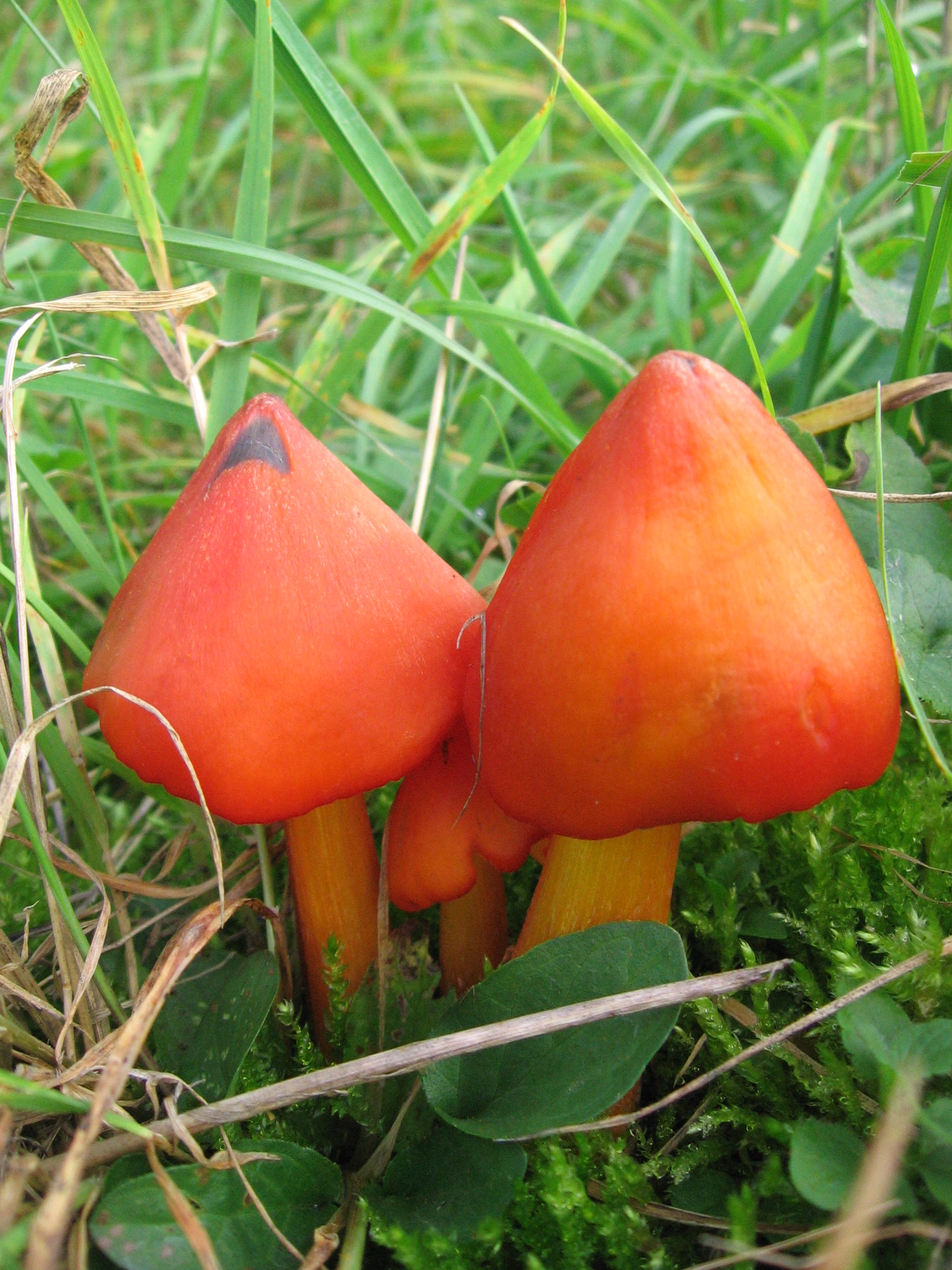
H. conica tinere
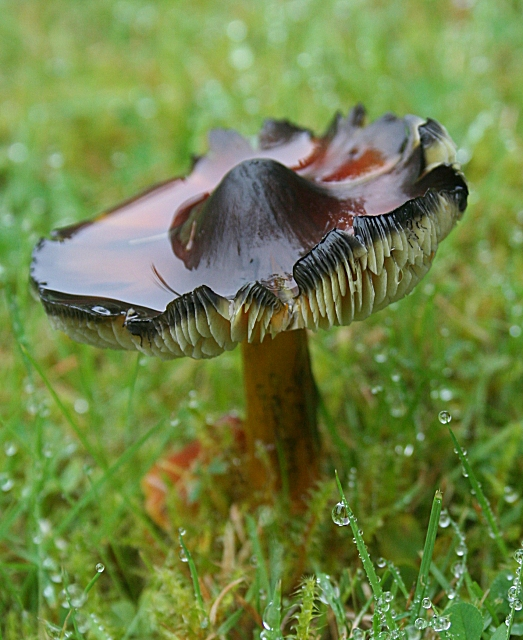
H. conica bătrâna
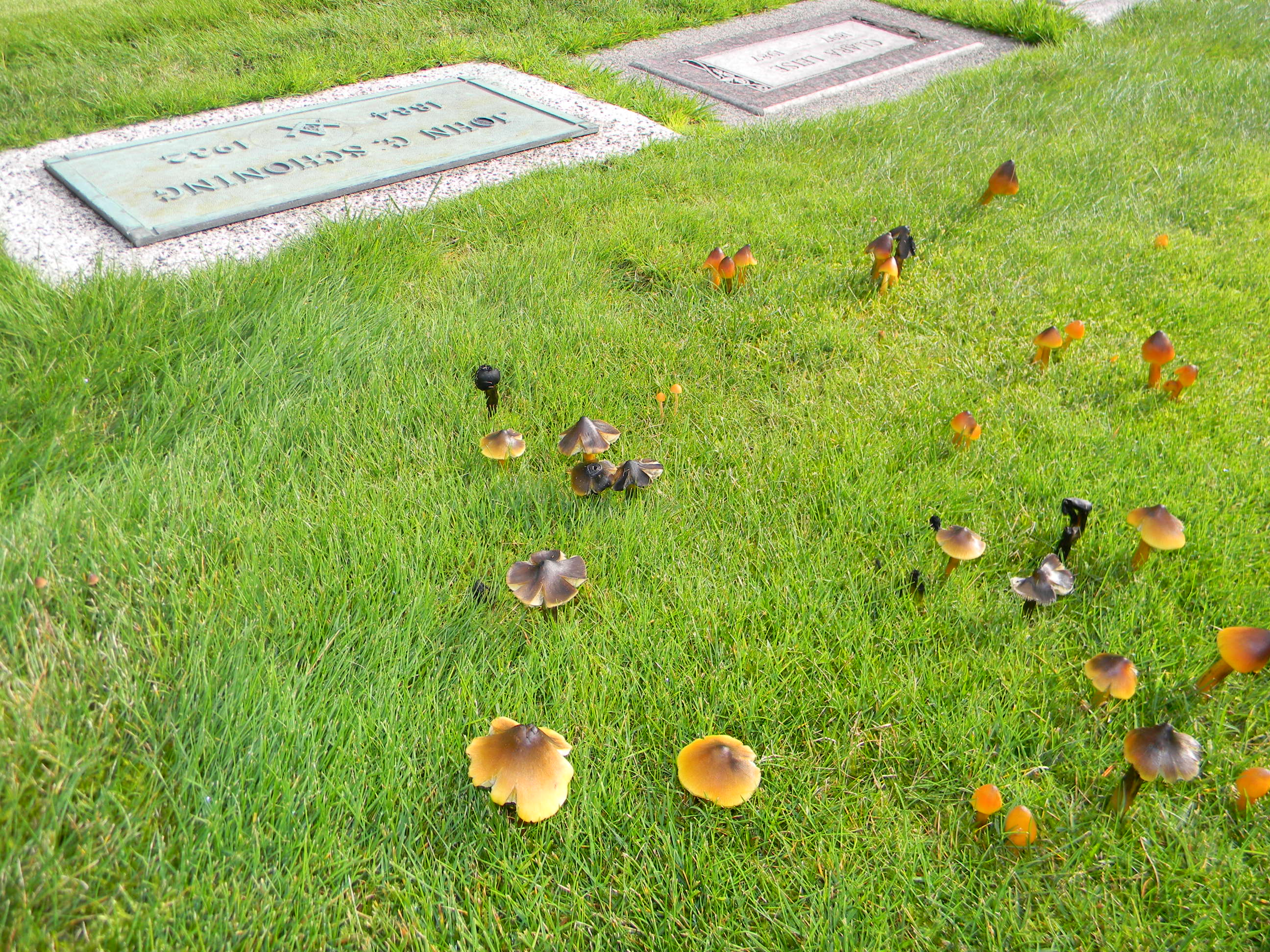
H. conica în cimitir

## Confuzii
Marcant este, că pălăria vrăjitoarei și surata ei de asemenea otrăvitoare Hygrocybe nigrescens, înnegresc la bătrânețe, leziune sau tăiere, în timp ce speciile asemănătoare comestibile, de exemplu Hygrocybe aurantiosplendens, Hygrocybe chlorophana, Hygrocybe coccinea, Hygrocybe intermedia, Hygrocybe miniata, Hygrocybe punicea, Hygrocybe spadicea (comestibilă), Hygrocybe splendidissima, Neohygrocybe ovina sin. Hygrocybe ovina (necomestibilă) sau cu Entoloma incanum (otrăvitor).

## Specii asemănătoare în imagini

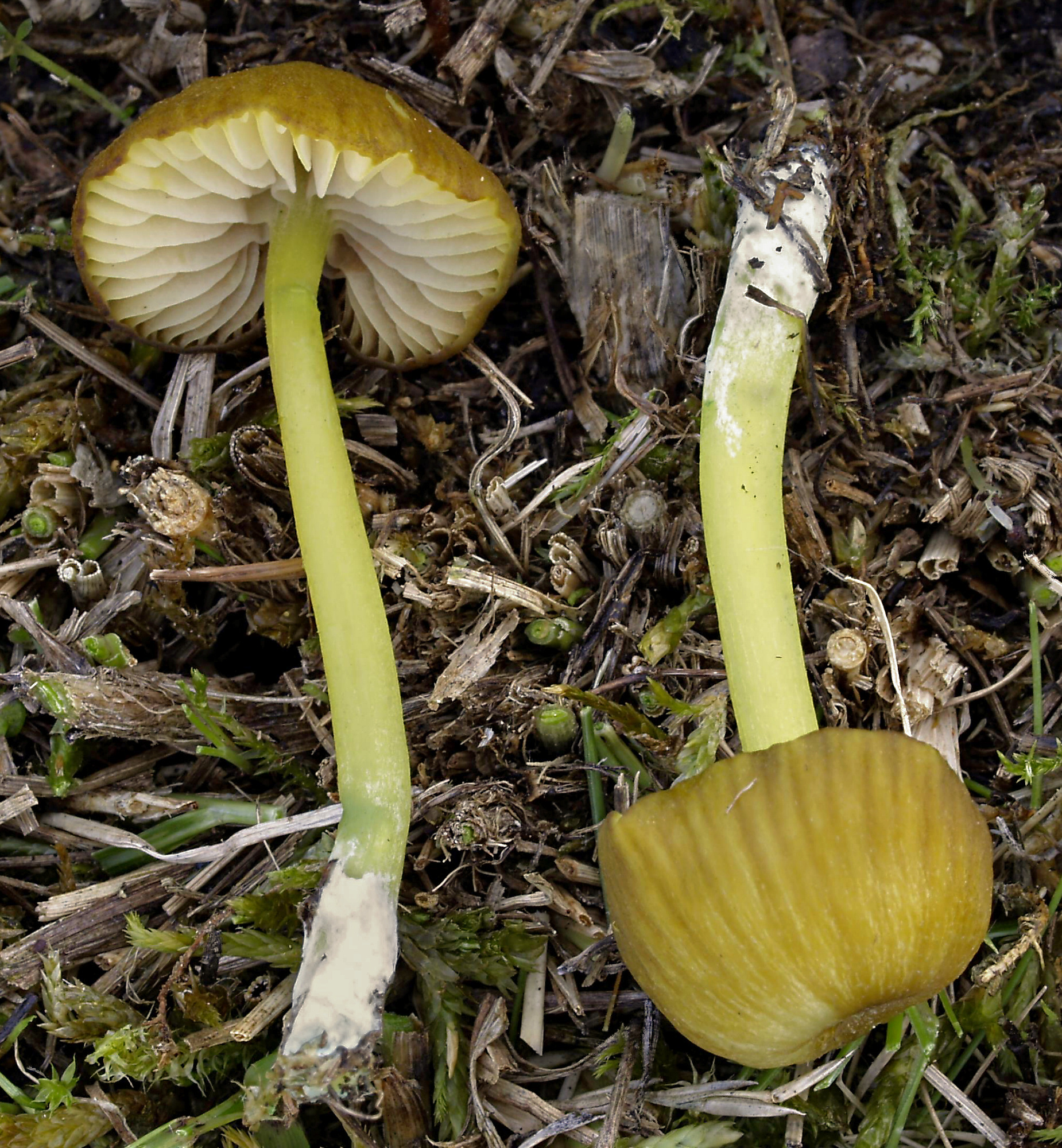
!!Entoloma incanum!!
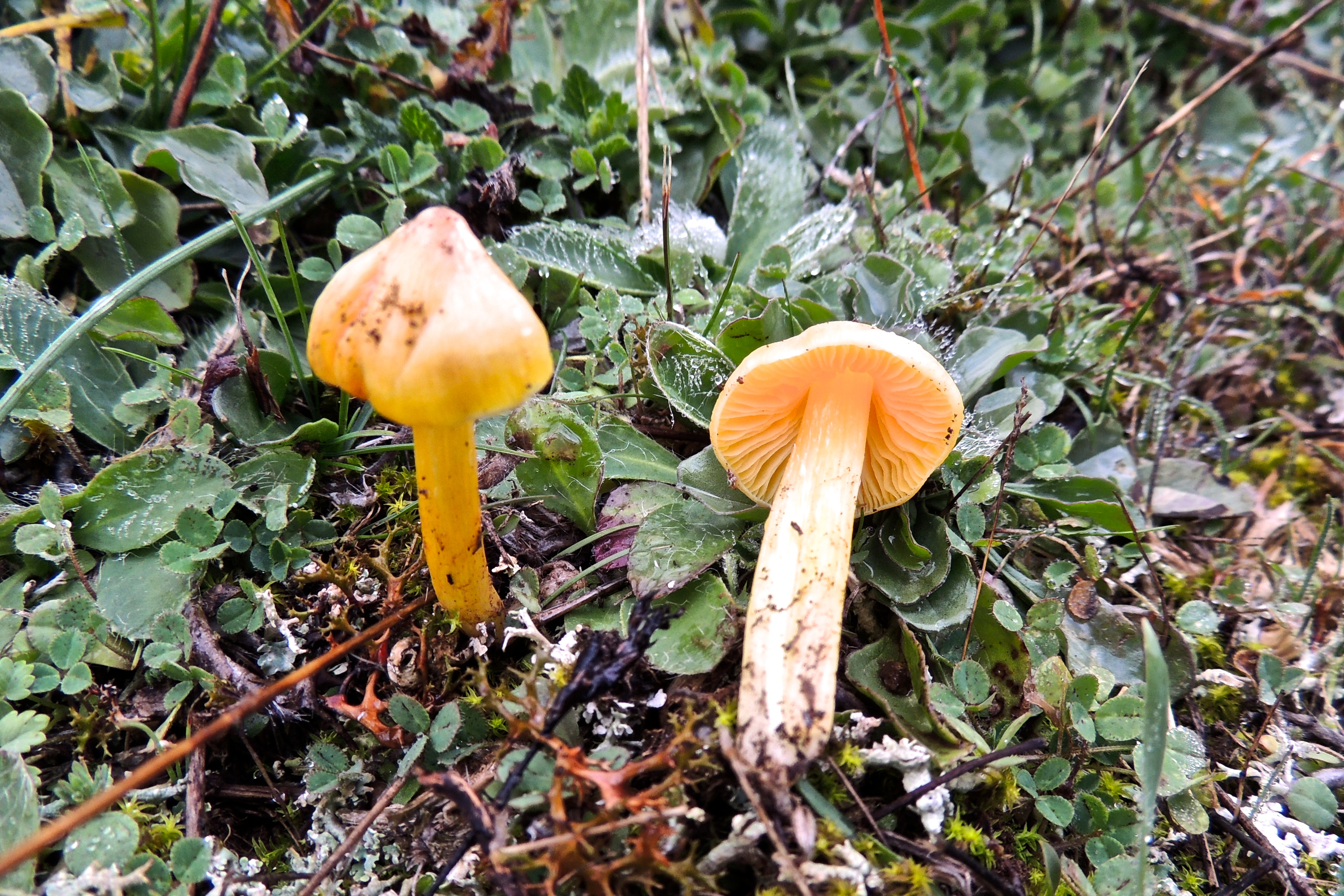
Hygrocybe aurantiosplendens
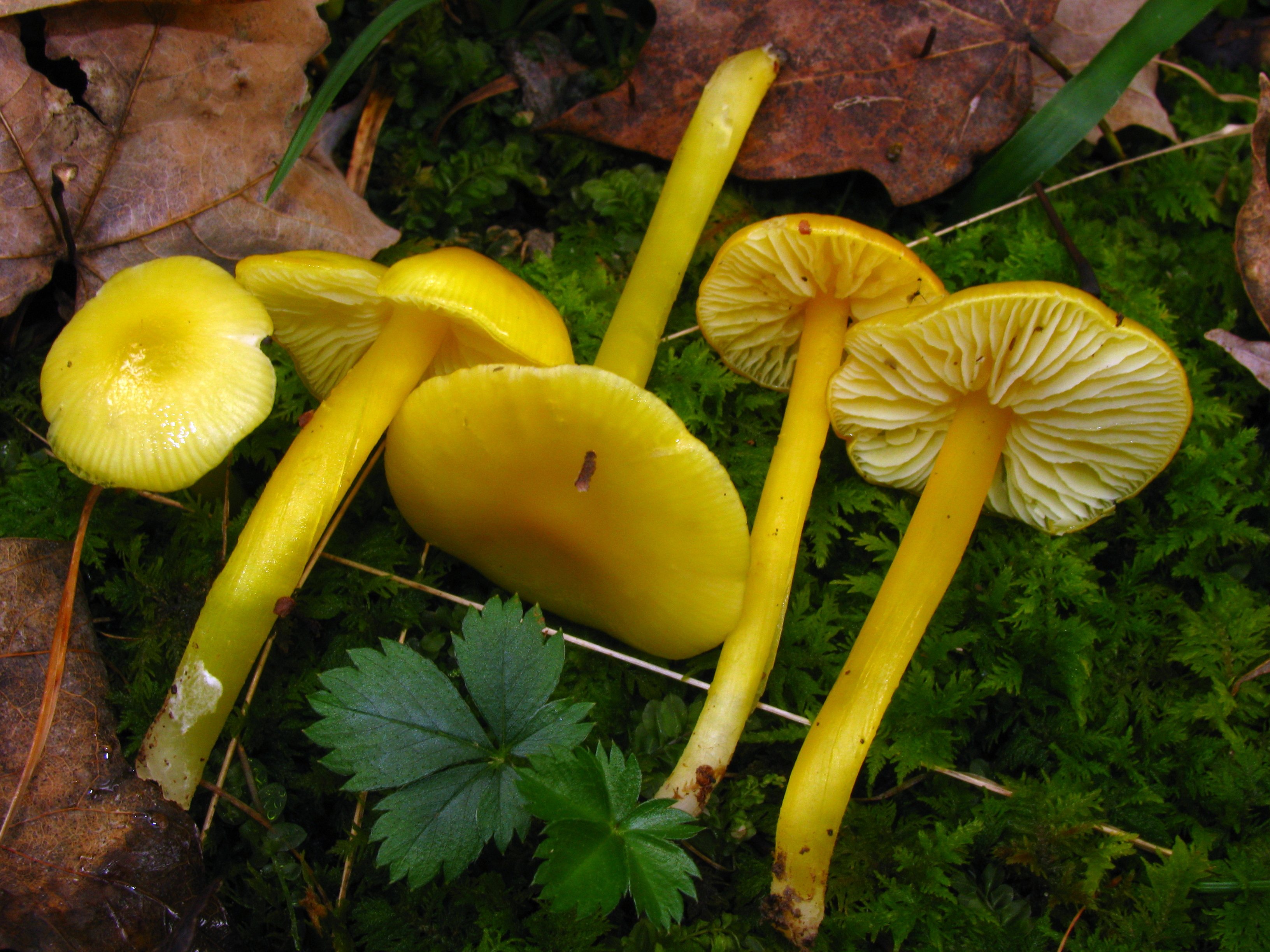
Hygrocybe chlorophana
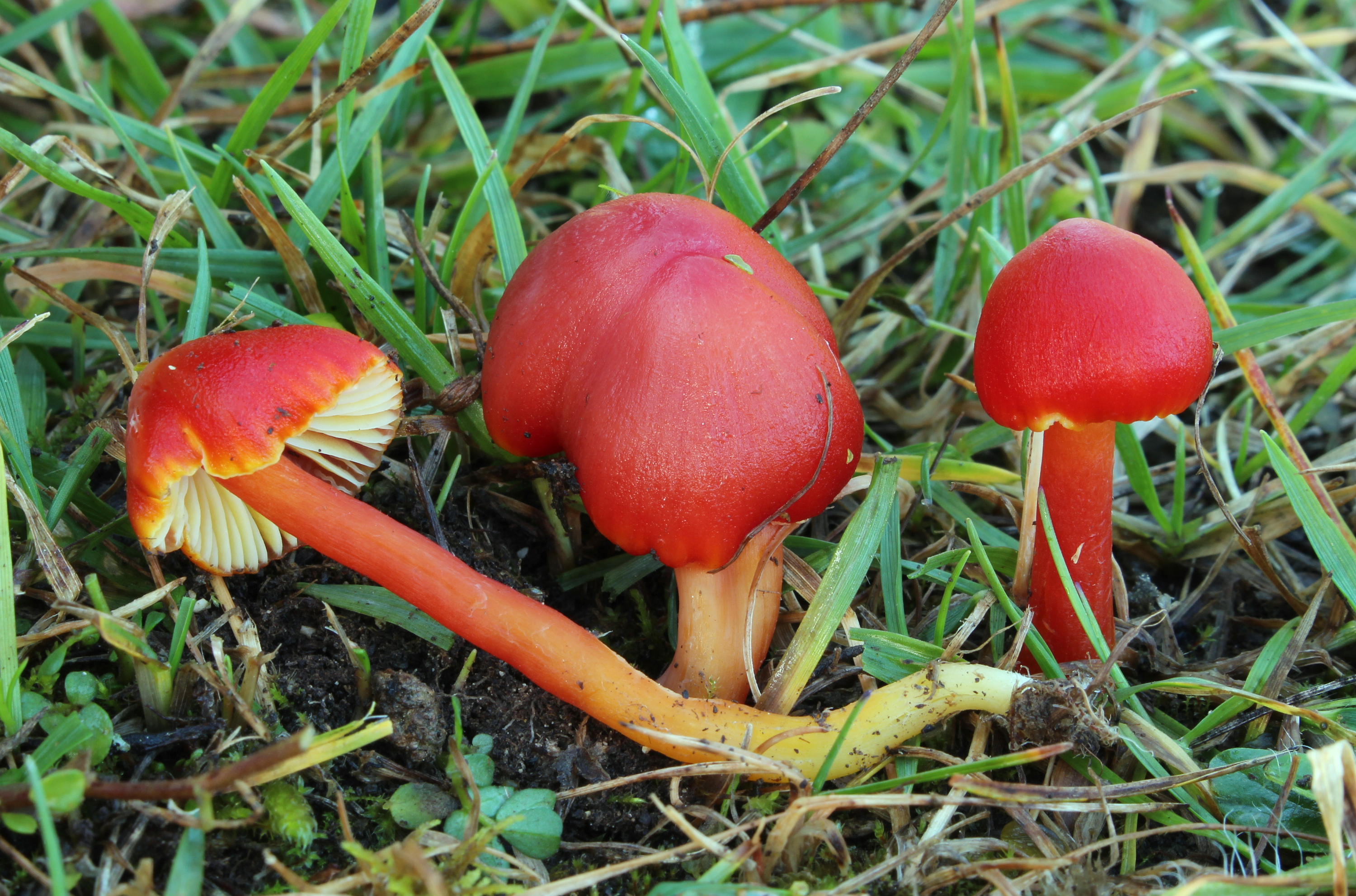
Hygrocybe coccinea
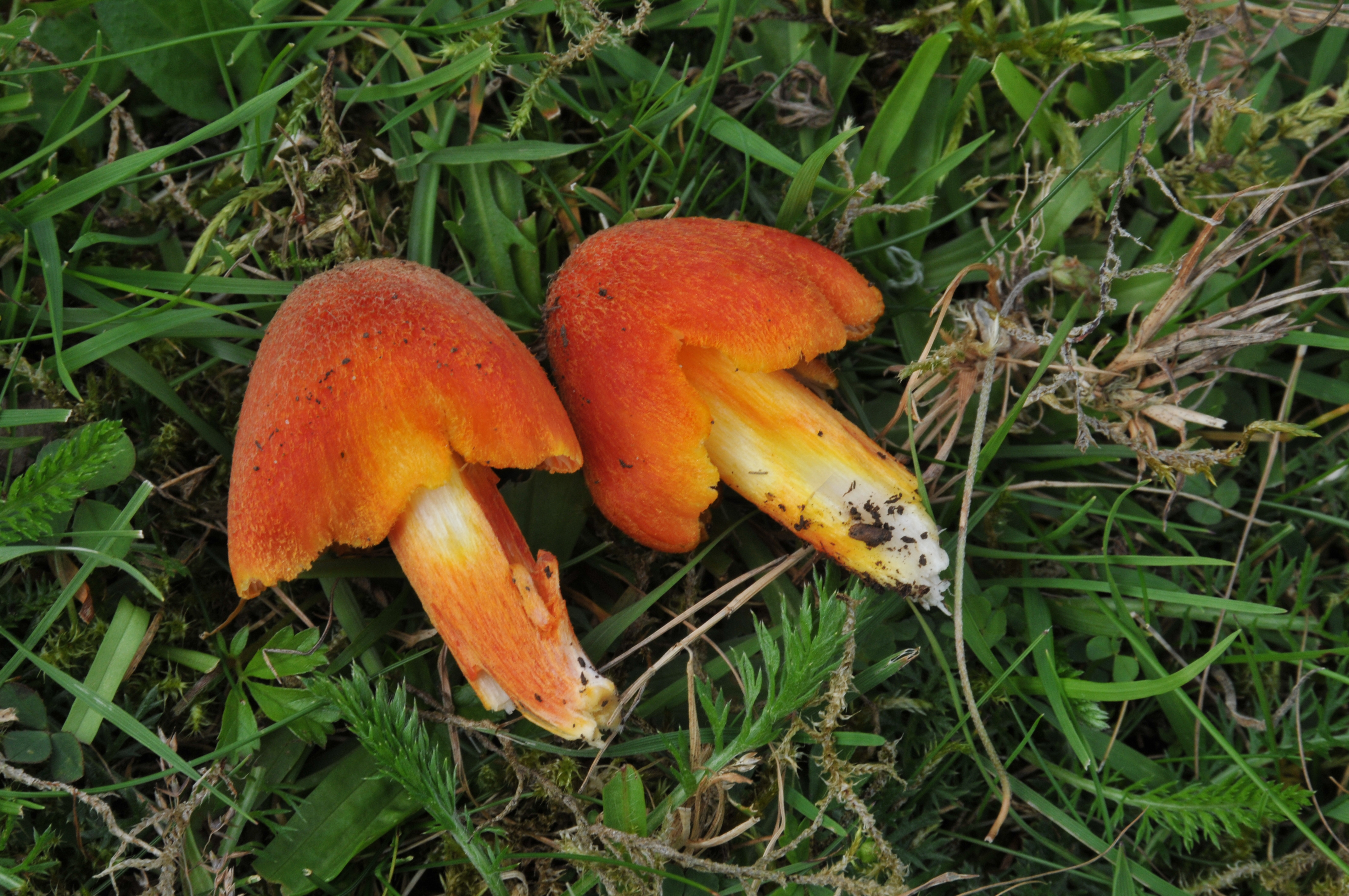
Hygrocybe intermedia
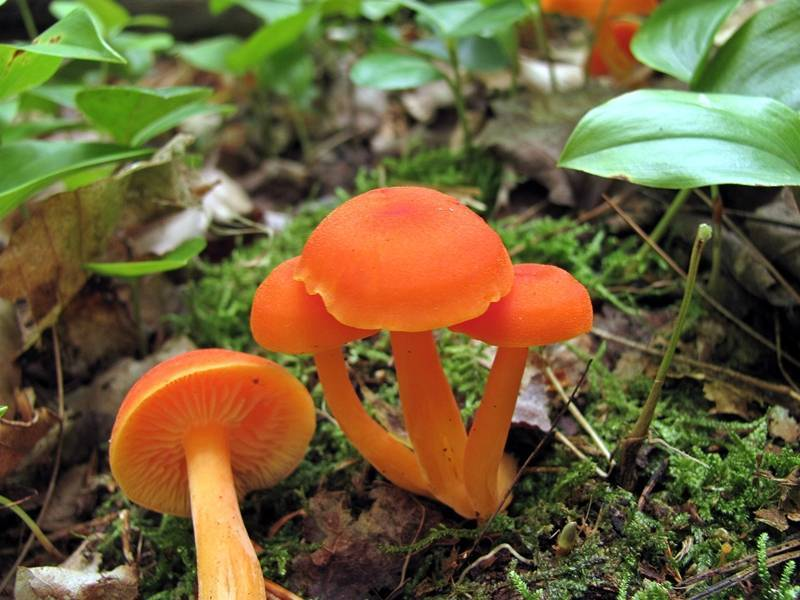
Hygrocybe miniata

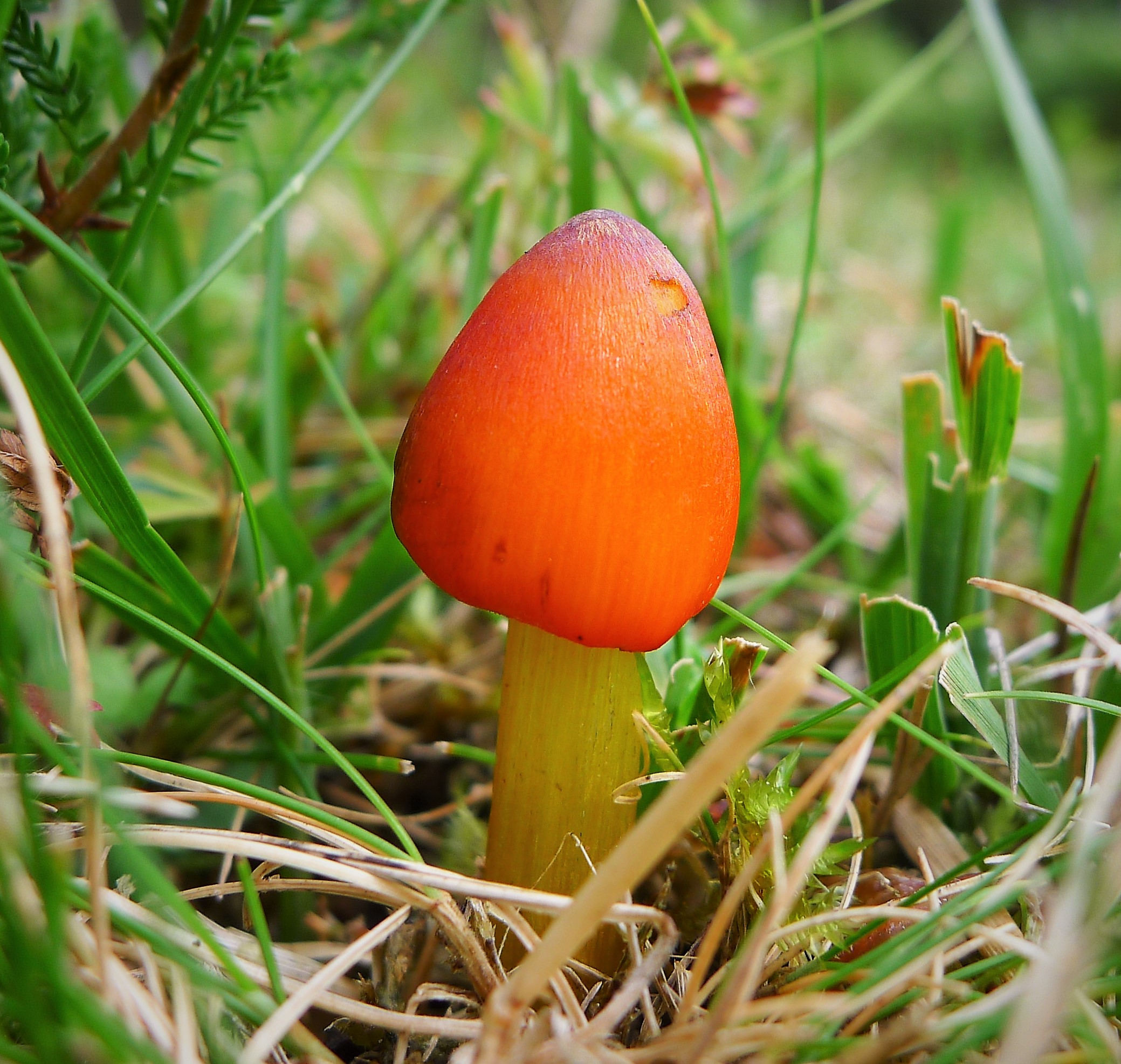
!!Hygrocybe nigrescens!!
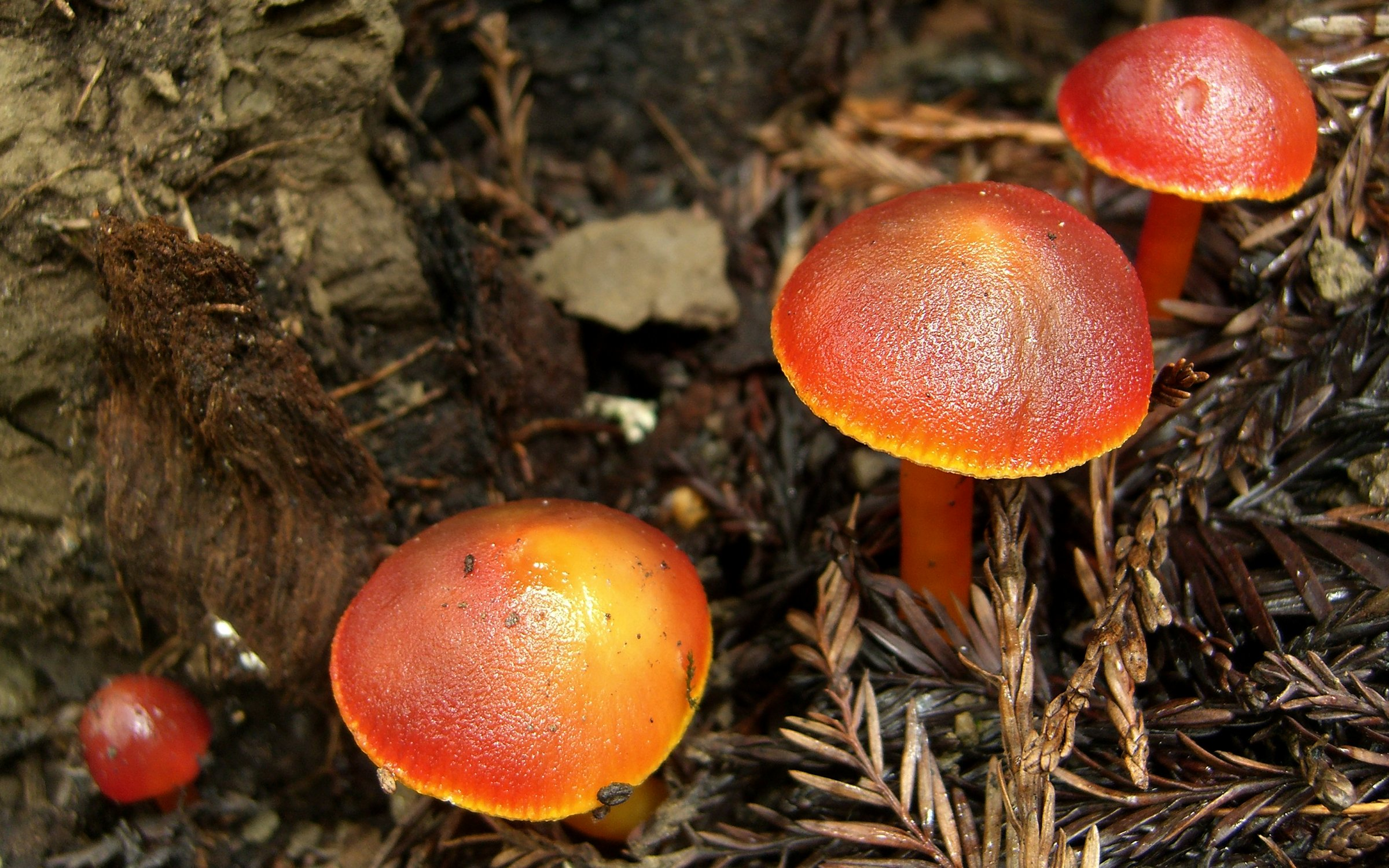
Hygrocybe punicea
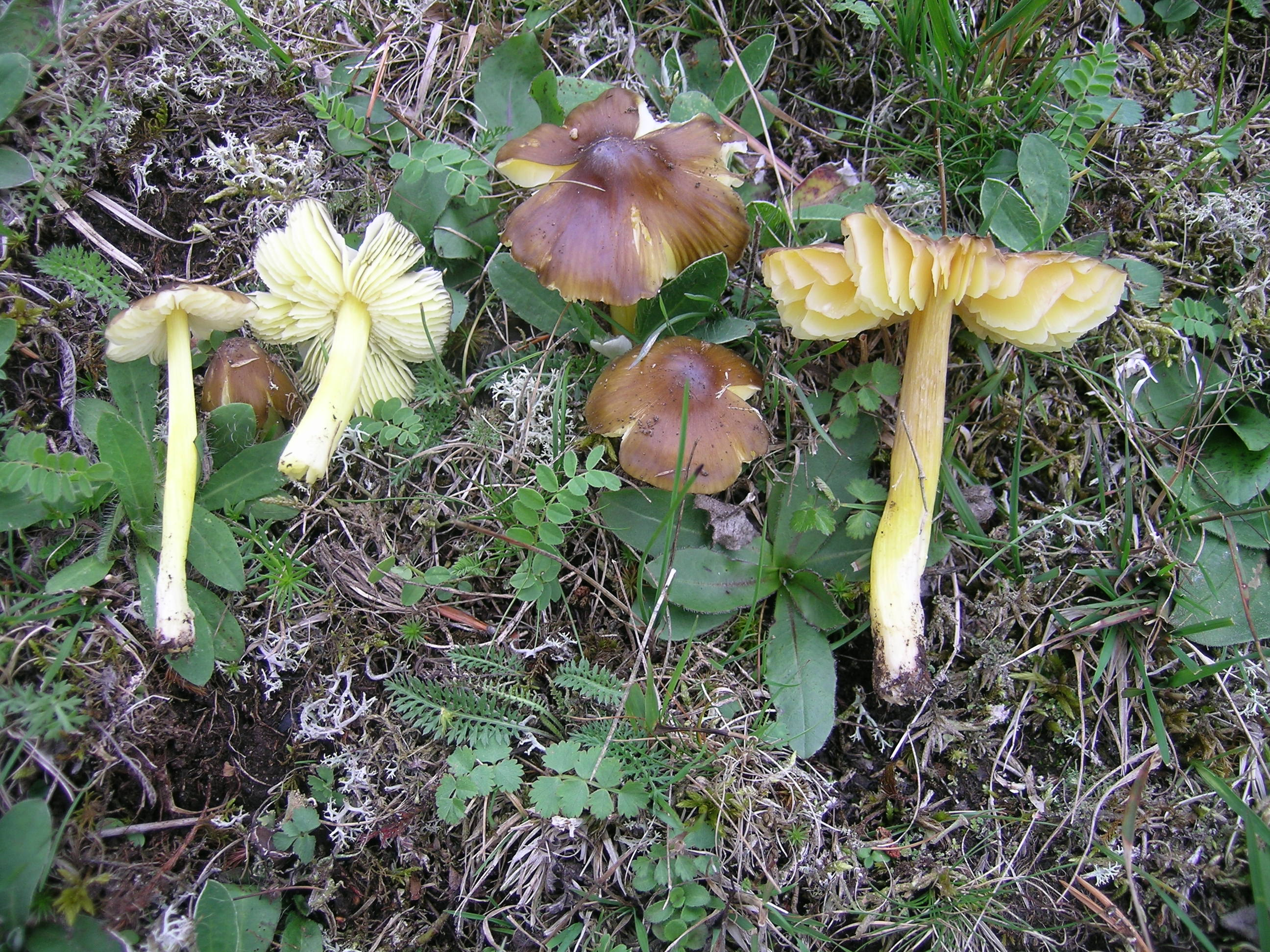
Hygrocybe spadicea
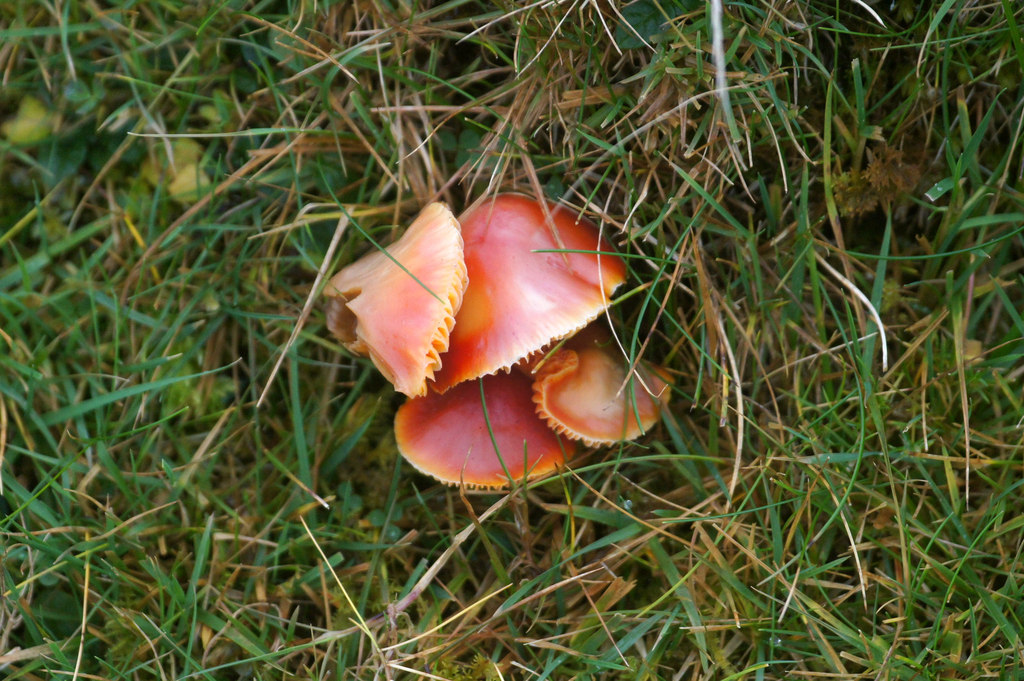
Hygrocybe splendidissima
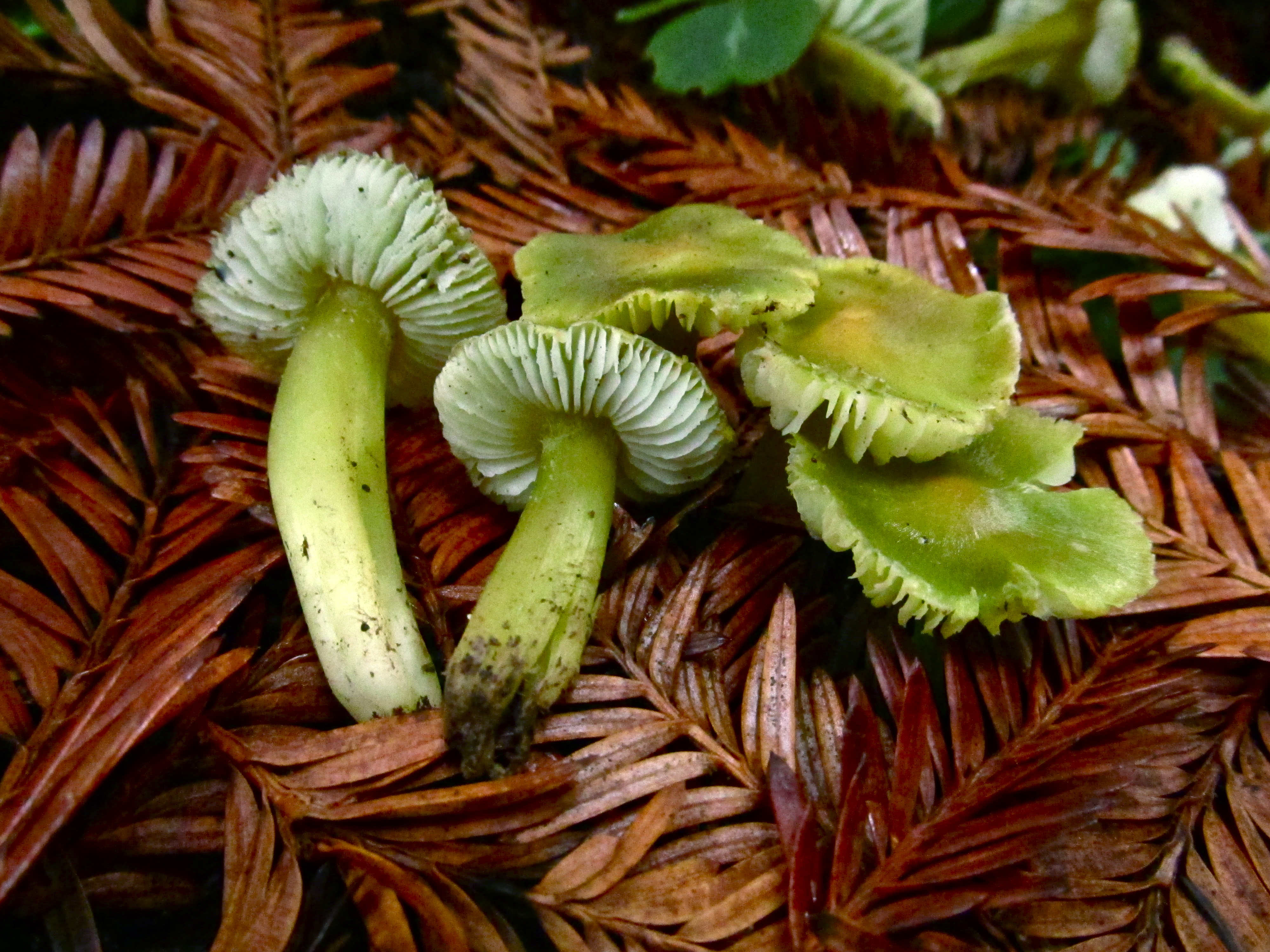
!Hygrocybe virescens! (sp. americană)
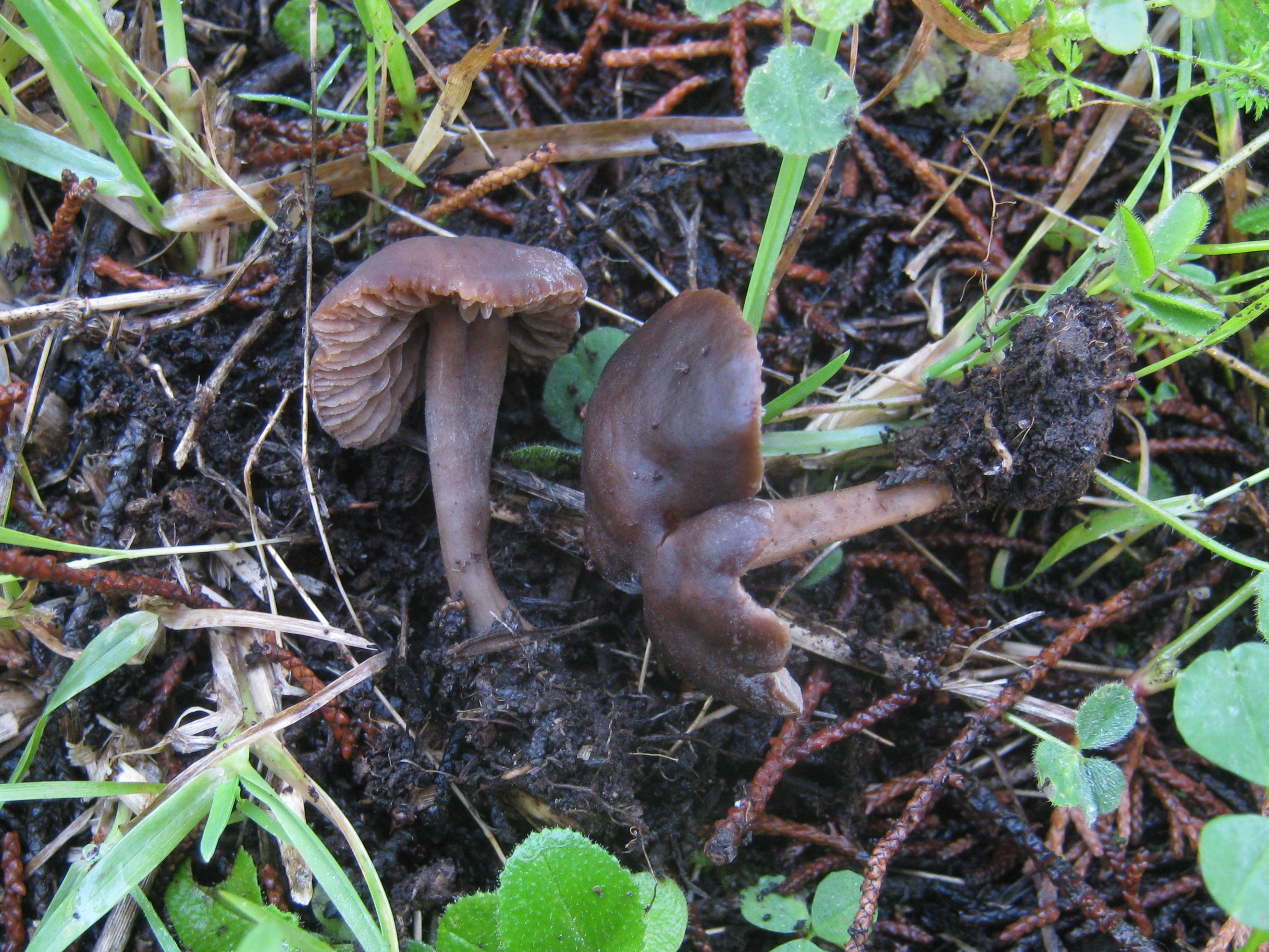
!Neohygrocybe ovina sin. Hygrocybe ovina!

## Toxicitate
Mai multe exemplare consumate deodată, provoacă tulburări gastrointestinale cu greață, vărsături și diaree. Latența este de 15 minute până la 4 ore. Toxinele conținute sunt parțial încă necunoscute.
Pe pagini românești, soiul este văzut din păcate comestibil, un aspect foarte periculos pentru culegători.